# The Ice Break
The Ice Break är en opera i tre akter med musik och libretto av Michael Tippett.

## Historia
Omedelbart efter operan The Knot Garden skrev Tippett sina sånger Songs for Dov, en liknelse som förklarade vad som hände med huvudpersonen Dov. När han komponerade The Ice Break hade han sålunda utforskat några viktiga element i The Knot Garden och var redo att ta sig an den stora frågan som förblev obesvarad i operan. Lämnad ensam i universum, kan mänskligheten tro på en överlevnad genom sin förmåga att älska? Tippett beskrev operans tema som en fråga "huruvida vi kan återfödas från de stereotyper vi lever i". Operan skrevs åren 1973-1976 och hade premiär den 2 juli 1977 på Covent Garden-operan i London dirigerad av Colin Davis.
Operans titel syftar på "det skrämmande men upphetsande ljudet av is som bryts i vår floden". I musiken återkommer det som tema flera gånger, bland annat när Lev möter sin hustru och förenas med sin son.

## Personer
- Lev, en 50-årig lärare (bas)
- Nadia, hans hustru (lyrisk sopran)
- Yuri, deras son (baryton)
- Gayle, Yuris flickvän (dramatisk sopran)
- Hannah, en sjuksyster, Gayles svarta väninna (mezzosopran)
- Olympion, idrottare, Hannahs pojkvän (tenor)
- Luke (tenor)
- Löjtnanten (baryton)
- Astron, ett psykedeliskt sändebud (lyrisk mezzosopran och hög tenor eller countertenor)

## Handling
Den sovjetiske dissidenten Lev dömdes till tjugo års fängelse. Hans hustru Nadia och deras son Yuri emigrerade till USA. Efter fängelsetiden i arbetsläger förvisades Lev ut ur landet.
Akt I
På flygplatsen väntar Naida och Yuri på Levs plan. De möter Yuris flickvän Gayle och hennes svarta väninna Hannah. De har kommit för att välkomna Hannahs pojkvän Olympion. När Olympion anländer blir han omsvärmad av sins fans och spelade den roll som förväntas av en idol. Nadia ser äntligen sin man. Väl hemma pratar de med varandra. På flygplatsen retar sig Olympion på Yuris sura uppsyn och provocerar honom med talet om svart makt. Gayle svarar med ett tal om vit liberalism och knäfaller framför honom. Yuri blir rasande. Olympion slår ned Yuri och fansen delas i två läger. Yuri och Gayle kommer hem till Yuris föräldrar. Yuri hälsar spydigt på sin far.
Akt II
Rasoroligheter uppstår. Gayle och Olympion dödas medan Yuri såras allvarligt. Lev vänder sig till Hannah för att få stöd.
Akt III
Nadia har tappat livsgnistan. Lev läser för henne på dödsbädden. Läkaren Luke och Hannah förvissar dem om att Yuri kommer att överleva. Men Lev frågar sig själv varför han kom till detta nya land för att se sin hustru dö och uppleva sin sons hat. Nadia tänker tillbaka på sin barndom. Medan hon dör ropar Lev att vänta på honom i paradiset. I paradiset inväntar alla på det psykedeliska mediet Astron. Han spår några kryptiska profetior men försvinner när frågorna blir för närgångna. Yuris kropp är invirad i plastbandage. Medan bandagen tas bort gläder sig Yuri åt livet. Hannah för Yuri till hans far. De omfamnar varandra.